# Alcides Carneiro
Alcides Vieira Carneiro (Princesa Isabel, 11 de junho de 1906 — Brasília, 22 de maio de 1976) foi um advogado, poeta e político brasileiro.

## Biografia
Começou seus estudos em Princesa Isabel, com o professor Adriano Feitosa, prosseguindo em Fortaleza, estado do Ceará, no Instituto São Luiz e no Liceu Cearense. "Aos onze anos viajei ao Ceará, a terra onde vi o mar e conheci o automóvel e a água encanada".
Iniciou o curso de Direito na capital cearense, mas bacharelou-se no Recife, em 1926, aos 20 anos de idade. 

## Carreira política
A partir de 1930 começou a sua escalada como homem público. Antes de transferir-se para o Rio de Janeiro, foi nomeado prefeito de Princesa Isabel, após a morte do presidente João Pessoa, não chegando a tomar posse no cargo porque o município foi ocupado pelas Forças do Exército, por ordem do Ministro da Guerra. Foi nomeado, então, interventor do município paulista de Itápolis. Outros cargos que exerceu: Inspetor do Ensino Secundário, no Rio de Janeiro; Procurador da República, no estado de Espírito Santo; Oficial de Gabinete do Ministro da Educação; Consultor Jurídico do Ministério da Educação e Advogado da Polícia Militar, no Rio de Janeiro; Curador de Massas Falidas, no Rio de Janeiro. Exerceu, ainda, as Curadorias de Menores e de Família e Procurador de Justiça. Quando faleceu, era Ministro do Superior Tribunal Militar e Presidente da Campanha Nacional das Escolas da Comunidade.

## Academia Paraibana de Letras
Era também, poeta e trovador. 
É fundador da cadeira número 34 da Academia Paraibana de Letras, ingressou no dia 3 de novembro de 1962, recepcionado pelo acadêmico Horácio de Almeida. Delegado da Academia Paraibana de Letras, junto à Federação das Academias Brasileiras de Letras do Brasil.